# 西敦賀站

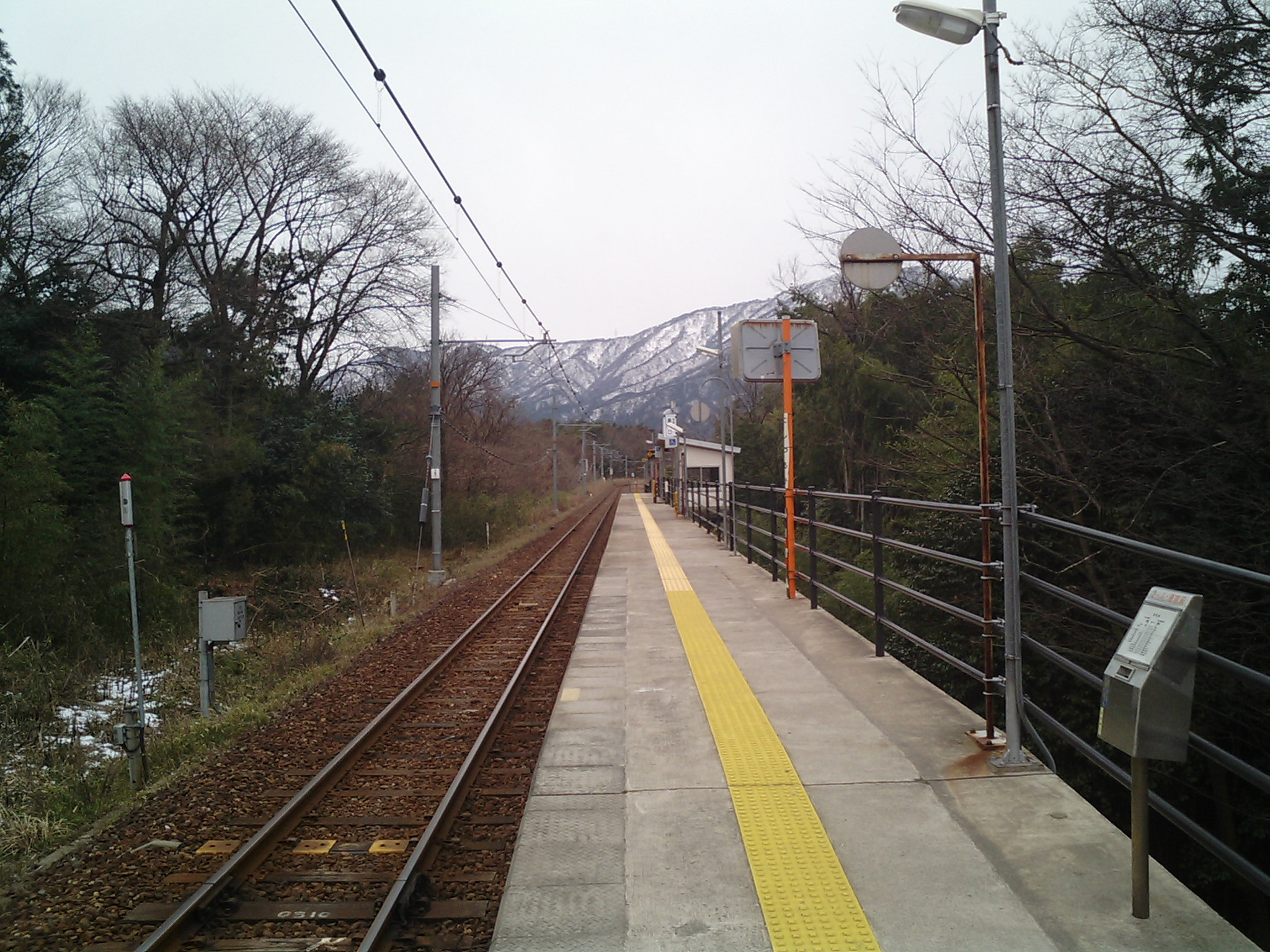
從月台望向小濱方向

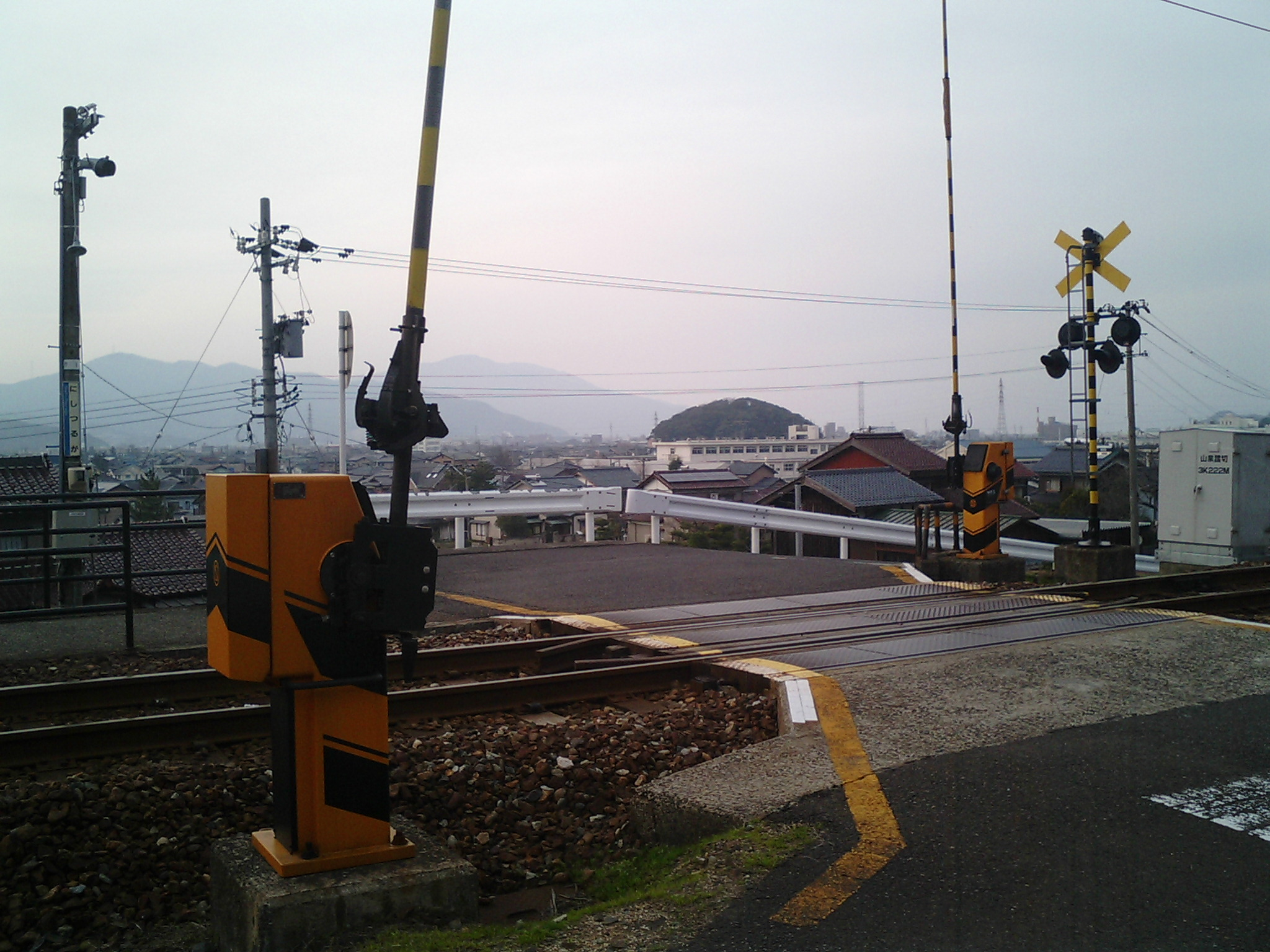
車站靠近敦賀一方的平交道

西敦賀站（日语：／ Nishi-Tsuruga eki */?）是位於福井縣敦賀市山泉，西日本旅客鐵道（JR西日本）的小濱線車站。

## 歷史
- 1962年（昭和37年）9月1日 - 小濱線粟野站至敦賀站之間開設車站，為旅客車站。
- 1987年（昭和62年）4月1日 - 伴隨國鐵分割民營化，車站由西日本旅客鐵道（JR西日本）營運。

## 構造
車站是一座地面車站，設有1面1線單式月台，敦賀方向的列車會開啟左邊車門。前往東舞鶴方向和敦賀方向的列車使用同一月台。
此站是由敦賀地域鐵道部管理的無人車站。此站沒有車站大樓，月台上設有候車室。此站沒有自動售票機等設備。車站出入口直接連接月台靠近敦賀一方。
車站附近設有有蓋單車停車處，可容納約20架單車。車站靠近敦賀一方設有平交道。

## 使用狀況
根據「福井縣統計年鑑」，在2018年（平成30年）度1日平均乘車人次為119人。
以下各為年度1日平均乘車人次列表：
| 年度   | 1日平均 乘車人次 |
| ------ | ---------------- |
| 1997年 | 112              |
| 1998年 | 105              |
| 1999年 | 108              |
| 2000年 | 90               |
| 2001年 | 88               |
| 2002年 | 93               |
| 2003年 | 88               |
| 2004年 | 97               |
| 2005年 | 99               |
| 2006年 | 101              |
| 2007年 | 100              |
| 2008年 | 102              |
| 2009年 | 113              |
| 2010年 | 141              |
| 2011年 | 147              |
| 2012年 | 139              |
| 2013年 | 155              |
| 2014年 | 149              |
| 2015年 | 149              |
| 2016年 | 140              |
| 2017年 | 132              |
| 2018年 | 119              |

## 周邊
車站位於住宅區，並且位於山坡上，因此景色較好。車站西邊沿路軌附近設有住宅和稻田。車站東邊是山坡。此站沒有資訊板。
- 福井縣立敦賀工業高等學校（日语：福井県立敦賀工業高等学校）
- 松下電子設備若狹分部
- Ayaha Dio（日语：アヤハディオ）敦賀店
- 歐洲軒（日语：ヨーロッパ軒）岡山店
- 北陸本線上行線的鳩原彎道

## 相鄰車站
西日本旅客鐵道（JR西日本）
■小濱線
粟野－西敦賀－敦賀

## 外部連結
- 西敦賀｜車站資訊：JR出門網 - 西日本旅客鐵道（日語）